# Маклаглен, Виктор
Ви́ктор Макла́глен (также Мак-Ла́глен англ. Victor McLaglen, 10 декабря 1886 — 7 ноября 1959) — английский боксёр и американский актёр, обладатель премии «Оскар» за лучшую мужскую роль (1936).

## Биография
Виктор Эндрю де Бир Эверлейт Маклаглен родился в небольшом городе в английском графстве Кент 10 декабря 1886 года в семье епископа. Когда Виктор был ещё ребёнком, его семейство переехало в Южную Африку, где у него появилось четверо братьев.
В 14 лет Виктор оставил семью и записался в ряды Британской армии, желая принять участие в Англо-бурской войне. Но всё же на фронт его не отправили, а записали в ряды гвардейцев в Виндзорском замке, а когда выяснился его настоящий возраст и вовсе заставили покинуть армию.
Спустя четыре года он переехал в Канаду, где стал зарабатывать на жизнь, участвуя в боксёрских поединках. У него было несколько примечательных побед на ринге, а самый знаменитый его бой прошёл с будущим первым чернокожим чемпионом мира в супертяжелом весе Джеком Джонсоном. Помимо боксерского ринга Виктор также выступал как тяжеловес в цирке в течение своего пребывания в Канаде. В 1913 году он вернулся в Англию, где записался в Королевскую Ирландскую армию фузилёров, в рядах которой участвовал в Первой мировой войне. За годы войны он дослужился до звания капитана, и в течение некоторого времени был начальником Военной полиции Багдада. В последние годы войны Маклаглен вновь стал заниматься боксом и в 1918 году получил звание чемпиона-тяжеловеса Британской армии. После окончания войны он остался в Англии, где началась его карьера в немых фильмах.
Его карьера резко пошла в гору в начале 1920-х годов, когда он переехал в Голливуд. Позже Виктор удачно перешёл из немого в звуковое кино, а наибольшей популярности добился в 1935 году, когда он снялся в фильме «Осведомитель». За эту роль он был удостоен премии «Оскар» за лучшую мужскую роль. Ещё раз он выдвигался на «Оскар» уже к концу своей карьеры в 1953 году за роль в фильме «Тихий человек» с Джоном Уэйном в главной роли. Особенно популярны были роли Маклаглена в вестернах Джона Форда. К концу своей карьеры он пару раз появился и на телевидении.
Виктор трижды был женат. Его первый брак был заключён на Энид Ламонт в 1919 году. Она родила ему дочь Шейлу и сына Эндрю, который впоследствии стал продюсером и режиссёром. После её смерти в 1942 году он женился на Сьюзан Бруггеман (1943—1948), а после развода — на Маргарет Памфри в 1948. Виктор Маклаглен умер от инфаркта 7 ноября 1959 года в небольшом городке в Калифорнии, будучи при этом уже гражданином США. За свой вклад в кино он удостоен звезды на Голливудской аллее славы.

## Избранная фильмография
| Год  |   | Русское название         | Оригинальное название       | Роль                              |
| ---- | - | ------------------------ | --------------------------- | --------------------------------- |
| 1926 | ф | Почём слава?             | What Price Glory?           | капитан Флэгг                     |
| 1928 | ф | Дом палача               | Hangman's House             | Денис Хоган                       |
| 1931 | ф | Обесчещенная             | Dishonored                  | полковник Кранау                  |
| 1931 | ф | Украденные драгоценности | The Stolen Jools            | сержант Флэгг                     |
| 1933 | ф | Дик Турпин               | Dick Turpin                 | Дик Турпин                        |
| 1934 | ф | Потерянный патруль       | The Lost Patrol             | сержант                           |
| 1935 | ф | Осведомитель             | The Informer                | Джипо Нолан                       |
| 1937 | ф | Крошка Вилли Винки       | Wee Willie Winkie           | сержант Дональд Макдафф           |
| 1939 | ф | Ганга Дин                | Gunga Din                   | сержант «Мак» Макчесни            |
| 1939 | ф | Рио                      | Rio                         | Дирк                              |
| 1943 | ф | Вечность и один день     | Forever and a Day           | Арчибальд Спэйвин, швейцар        |
| 1946 | ф | Полустанок               | Whistle Stop                | Гитло                             |
| 1948 | ф | Форт Апачи               | Fort Apache                 | сержант Фестус Малкэхи            |
| 1949 | ф | Она носила жёлтую ленту  | She Wore a Yellow Ribbon    | старший сержант Тимоти Куинкэннон |
| 1950 | ф | Рио-Гранде               | Rio Grande                  | старший сержант Тимоти Куинкэннон |
| 1952 | ф | Тихий человек            | The Quiet Man               | Уилл Данахер                      |
| 1953 | ф | Мятежный дух Кракатау    | Fair Wind to Java           | О'Брайен                          |
| 1955 | ф | Город теней              | City of Shadows             | Большой Тим Ченнинг               |
| 1956 | ф | Вокруг света за 80 дней  | Around the World in 80 Days | рулевой на «Генриетте»            |

## Награды
- Оскар 1936 — «Лучший актёр» («Осведомитель»)